# Isabella, Countess of Fife
Isabella, Countess of Fife (auch Isabella Macduff, Countess of Fife) († um 1389) war eine schottische Magnatin.

## Leben
Isabella entstammte dem schottischen Clan MacDuff. Sie war das einzige Kind von Duncan, 9. Earl of Fife und von dessen Frau Mary de Monthermer. Nach dem Tod ihres Vaters 1353 erbte sie dessen Besitzungen und den Anspruch auf den Titel Earl of Fife. In erster Ehe heiratete sie William de Ramsay. Nach dessen Tod um 1360 heiratete sie Walter Stewart, einen Sohn von Robert Stewart, Earl of Atholl. Nach dessen Tod um 1362 heiratete Isabella Thomas Bisset, der jedoch bereits 1365 starb. Schließlich heiratete sie John Dunbar, der vor 1371 starb. Ihre vier Ehen waren kinderlos geblieben, worauf sie 1371 Fife an Robert Stewart, einen Bruder ihres zweiten Mannes, übergab. Diese Übergabe war nach dem Feudalrecht rechtmäßig, da ihr Vater sein Earldom 1315 dem schottischen König übergeben und von ihm als Lehen zurückerhalten hatte.